# Susu (språk)
Susu (eget namn: sosoxui) är ett mandespråk som talas i Guinea men också i Sierra Leone och Guinea-Bissau. Det talas mestadels av susufolket och är erkänt som officiellt språk i Guinea. Antal talare är cirka 2,4 miljoner.
Språket anses vara stabilt och dess närmaste släktspråk är bl.a. yalunka. Susu har inga kända dialekter.
Språket skrivs med både arabisk skrift och latinska alfabetet. Bibeln översattes i sin helhet till susu år 2015.

## Fonologi

### Konsonanter
|             |             | Labial | Alveolar | Palatal | Velar  | Labial-velar | Glottal |
| ----------- | ----------- | ------ | -------- | ------- | ------ | ------------ | ------- |
| Nasal       | Nasal       | m      | n        | ɲ       |        |              |         |
| Klusil      | Norm.       | p \| b | t \| d   |         | k \| g |              |         |
| Klusil      | Prenas.     |        | nd       |         | ŋg     |              |         |
| Affrikat    | Affrikat    |        |          |         |        | gb           |         |
| Frikativ    | Frikativ    | f      | s        |         | x      |              | h       |
| Tremulant   | Tremulant   |        | r        |         |        |              |         |
| Lateral     | Lateral     |        | l        |         |        |              |         |
| Approximant | Approximant |        |          | j       |        | w            |         |

Källa:

### Vokaler
|            | Främre | Central | Bakre |
| ---------- | ------ | ------- | ----- |
| Sluten     | i      |         | u     |
| Halvsluten | e      |         | o     |
| Halvöppen  | ɛ      |         | ɔ     |
| Öppen      |        | a       |       |

Alla vokaler kan realiseras både korta och långa. Dessutom kan alla vokaler vara nasala.
Källa: